# ویشنا
ویشنا (به بلغاری: Vishna) روستایی در بلغارستان است که در Ruen واقع شده‌است.